# Orthocladius luteibasis
Orthocladius luteibasis är en tvåvingeart som först beskrevs av Edwards 1931.  Orthocladius luteibasis ingår i släktet Orthocladius och familjen fjädermyggor. Inga underarter finns listade i Catalogue of Life.